# La Roda
La Roda ist eine Kleinstadt und eine aus dem Hauptort sowie mehreren Weilern (pedanías) und Einzelgehöften bestehende Gemeinde (municipio) mit 15.610 Einwohnern (Stand: 2024) in der südostspanischen Provinz Albacete der Autonomen Region Kastilien-La Mancha.

## Lage
Der Ort La Roda liegt an der Autovía A-31 gut 40 km nordwestlich von Albacete in einer Höhe von ca. 710 m ü. d. M. Das Klima im Winter ist kühl, im Sommer dagegen durchaus warm; die geringen Niederschlagsmengen (ca. 405 mm/Jahr) fallen – mit Ausnahme der nahezu regenlosen Sommermonate – verteilt übers ganze Jahr.

## Bevölkerungsentwicklung
| Jahr      | 1857  | 1900  | 1950   | 2000   | 2016   |
| Einwohner | 6.141 | 7.066 | 12.274 | 13.651 | 15.748 |

Der kontinuierliche Bevölkerungsanstieg ist im Wesentlichen auf die anhaltende Zuwanderung von Menschen aus dem agrarisch geprägten Umland zurückzuführen.

## Wirtschaft
La Roda liegt in der überwiegend flachen Landschaft der La Mancha, die sowohl zur Feld- als auch zur Weidewirtschaft genutzt wird. Früher wurden Weinreben zur Selbstversorgung angepflanzt; Gemüse stammte aus den Hausgärten. Im Ort selbst haben sich Kleinhändler, Handwerker sowie Dienstleister aller Art angesiedelt. Um die Mitte des 20. Jahrhunderts entwickelte sich eine Produktion von Mineralfarben. Nach dem Anschluss an die Autovía A-31 entstand ein Gewerbegebiet (polígono industrial).

## Geschichte
Auf dem Gebiet der Gemeinde wurden steinzeitliche und iberische Kleinfunde entdeckt. In römischer Zeit lag der Ort an der Straße zwischen Complutum (Alcalá de Henares) und Carthago Nova (Cartagena). Im 8. Jahrhundert wurde die Region von den Mauren überrannt, die erst Ende des 12. Jahrhunderts unter Alfons VIII. von Kastilien (reg. 1158–1214) vertrieben werden konnten (reconquista). Das Gebiet der Tierra de Alarcón, zu dem auch Roda gehörte, war lange Zeit Grenzgebiet zwischen maurischer und christlicher Einflusssphäre. Seine Blütezeit erlebte der Ort im 15. und 16. Jahrhundert.

## Sehenswürdigkeiten
- Wichtigstes Bauwerk des Ortes ist die im 16. Jahrhundert erbaute Iglesia de El Salvador. Es ist eine dreischiffige Hallenkirche, deren Gewölbe – anders als bei den ansonsten in der Region dominierenden Pfeilerkirchen – auf Säulen ruhen.[7]
- Die dreischiffige Ermita de San Sebastián entstand ebenfalls im 16. Jahrhundert. Das Innere ist nicht gewölbt, sondern wird von einem offenen Dachstuhl bedeckt; es birgt heute ein Museum für sakrale Kunst.[8]
- Die Posada del Sol gilt als ein typisches Rasthaus im Stil der La Mancha.[9]
- Auf dem Platz der Stadt steht ein Steinpfeiler, der von einigen als antiker Meilenstein (miliarium) angesehen wird.[10]
- Mehrere Renaissancefassaden finden sich an den ehemaligen Stadtpalästen wohlhabender Bürgerfamilien.

Umgebung
- Außerhalb der Stadt sind noch kurze Teilstücke der ehemaligen Römerstraße zwischen Complutum und Carthago Nova zu sehen.[11]

## Söhne und Töchet der Stadt
- Guillermo García López (* 1983), Tennisspieler